# Crail
Crail (Schots: Cathair Aile) is een plaats (burgh) in het gebied East Neuk in het raadsgebied Fife, Schotland. Crail telt 1640 inwoners (2020). De plaats is gebouwd rond een haven met gebouwen van de 17e tot de 19e eeuw, waarvan vele zijn gerestaureerd.